# ONE on Prime Video 5
ONE on Prime Video 5: De Ridder vs. Malykhin (también conocido como ONE Fight Night 5) fue un evento de deportes de combate producido por ONE Championship llevado a cabo el 3 de diciembre de 2022, en el Mall of Asia Arena en Pásay, Filipinas.

## Historia
Este evento marcó el regreso de la promoción al Mall of Asia Arena en Pásay, Filipinas. Siendo el último evento llevado a cabo en el país ONE: Fire & Fury, en enero de 2020.
Una pelea por el Campeonato Mundial de Peso Semipesado de ONE entre el campeón Reinier de Ridder (además de actual Campeón Mundial de Peso Mediano de ONE) y el Campeón Mundial Interino de Peso Pesado de ONE Anatoliy Malykhin encabezó el evento.
Una pelea por el Campeonato Mundial de Kickboxing de Peso Pluma de ONE entre el actual campeón Superbon Singha Mawynn y el Campeón del Grand Prix de Kickboxing de Peso Pluma de ONE (además de ex-Campeón de Peso Súper Wélter de K-1) Chingiz Allazov estaba programada para ocurrir el evento. La pelea estaba originalmente planeada para ocurrir en ONE on Prime Video 2. Sin embargo, Allazov se retiró de la pelea por una lesión y la pelea fue reagendada para este evento. Debido a una lesión de Superbon, la pelea fue trasladada a ONE Fight Night 6.
Una pelea por el Campeonato Mundial de Submission Grappling de Peso Ligero de ONE entre el actual campeón Kade Ruotolo (además de medallista de oro de 77 kg de ADCC World Championship de 2022) y el Campeón Mundial de la IBJJF Matheus Gabriel ocurrió en el evento.
Una pelea de unificación por el Campeonato de Muay Thai de Peso Átomo Femenino de ONE entre la campeona actual Allycia Rodrigues y la campeona interina Janet Todd estaba programada para ocurrir en el evento. Sin embargo, el 30 de noviembre, Todd se retiró del evento debido a dar positivo por COVID-19 luego de viajar a Filipinas y la pelea fue cancelada.
El doble campeón de KSW, Roberto Soldić hizo su debut en la promoción contra el peso wélter invicto Murad Ramazanov en este evento.
El medallista de bronce del ADCC 2022 Tye Ruotolo enfrentó al ex-Campeón Mundial de Peso Pluma de ONE Marat Gafurov en un combate de submission grappling en el evento.

## Resultados
1. ↑  Por el Campeonato Mundial de Peso Semipesado de ONE.
2. ↑  Por el Campeonato Mundial de Submission Grappling de Peso Ligero de ONE.
3. ↑  Un golpe bajo accidental dejó a Soldić incapaz de continuar.
4. ↑  Buntan no dio el peso (130 lbs).

## Bonificaciones
Los siguientes peleadores recibieron bonos.
- $100.000 Actuación de la Noche: Anatoliy Malykhin
- $50.000 Actuación de la Noche: Edson Marques y Tye Ruotolo